# James Sutherland
James H Sutherland (Scozia, 1872 – 1932) è stato un cacciatore e scrittore britannico noto per le sue battute di caccia grossa in Africa. Il libro pubblicato nel 1912 sulle sue avventure come cacciatore di elefanti, The Adventures of an Elephant Hunter, è uno dei classici del genere.

Noto estimatore dei fucili da caccia prodotti dall'azienda britannica Westley Richards & Co...